# Comuna Mătăsaru, Dâmbovița
Mătăsaru este o comună în județul Dâmbovița, Muntenia, România, formată din satele Crețulești, Mătăsaru, Odaia Turcului, Poroinica, Puțu cu Salcie, Sălcioara și Tețcoiu (reședința).

## Așezare
Comuna este situată în sudul județului, și este străbătută de șoseaua DN7 și de autostrada A1, ambele legând Bucureștiul de Pitești.

## Demografie
Componența etnică a comunei Mătăsaru
     Români (84,84%)
     Romi (9,18%)
     Alte etnii (0,08%)
     Necunoscută (5,89%)
Componența confesională a comunei Mătăsaru
     Ortodocși (93,53%)
     Alte religii (0,29%)
     Necunoscută (6,18%)
Conform recensământului efectuat în 2021, populația comunei Mătăsaru se ridică la 4.836 de locuitori, în scădere față de recensământul anterior din 2011, când fuseseră înregistrați 5.462 de locuitori. Majoritatea locuitorilor sunt români (84,84%), cu o minoritate de romi (9,18%), iar pentru 5,89% nu se cunoaște apartenența etnică. Din punct de vedere confesional, majoritatea locuitorilor sunt ortodocși (93,53%), iar pentru 6,18% nu se cunoaște apartenența confesională.

## Politică și administrație
Comuna Mătăsaru este administrată de un primar și un consiliu local compus din 13 consilieri. Primarul, Constantin-Robert Dumitru[*], de la Partidul Național Liberal, este în funcție din 1 noiembrie 2024. Începând cu alegerile locale din 2024, consiliul local are următoarea componență pe partide politice:
|  | Partid                          | Consilieri | Componența Consiliului | Componența Consiliului | Componența Consiliului | Componența Consiliului | Componența Consiliului | Componența Consiliului |
|  | ------------------------------- | ---------- | ---------------------- | ---------------------- | ---------------------- | ---------------------- | ---------------------- | ---------------------- |
|  | Partidul Social Democrat        | 6          |                        |                        |                        |                        |                        |                        |
|  | Partidul Național Liberal       | 6          |                        |                        |                        |                        |                        |                        |
|  | Alianța pentru Unirea Românilor | 1          |                        |                        |                        |                        |                        |                        |

## Istorie
La sfârșitul secolului al XIX-lea, comuna Mătăsaru făcea parte din plasa Cobia a județului Dâmbovița, și era alcătuită din satele Mătăsaru, Odaia Turcului, Crețulești și Pănești, cu o populație de 1425 de locuitori. În comună funcționau două biserici, o școală, o moară de apă și una cu aburi. În 1925, comuna avea aceeași componență și făcea parte din plasa Găești a aceluiași județ, având 2190 de locuitori.
În 1950, ea a fost arondată raionului Găești din regiunea Argeș, iar în 1968 a redevenit parte din județul Dâmbovița, reînființat. Comuna a preluat și alte sate din jur, mutându-și reședința la Tețcoiu.

## Personalități
- Ioan Ioniță (1924 - 1987) – general, ministru al Forțelor Armate Române